# Seeschlacht bei Kallipolis
Die Seeschlacht bei Kallipolis wurde während der Auseinandersetzung zwischen den römischen Kaisern Konstantin und Licinius im Jahre 324 bei Kallipolis im Hellespont ausgetragen. Kommandant der Flotte Konstantins war dessen ältester Sohn, Crispus, Befehlshaber der gegnerischen Flotte ein Mann namens Abantus oder Amandus.

## Vorgeschichte
Die Schlacht fand im Rahmen des letzten Bürgerkrieges zwischen Konstantin und Licinius statt, der die Auflösung der römischen Tetrarchie besiegelte. Die beiden Kaiser hatten sich schon vorher mehrmals bekämpft, aber zwischenzeitlich einen unruhigen Frieden geschlossen. 324 kam es schließlich doch noch zur Entscheidung, als Konstantin den Osten des Reiches unter Licinius angriff. Nach seiner Niederlage in der Schlacht bei Adrianopel zog sich Licinius über Byzanz nach Kleinasien zurück. Er ließ eine starke Garnison im kaum einnehmbaren Byzanz zurück, das zudem im Falle einer Belagerung über das Meer versorgt werden konnte. Deshalb ließ er seine Flotte den Bosporus bewachen. Konstantin musste die Seeherrschaft erringen, um nach Asien zu gelangen. Während Konstantin mit der Belagerung von Byzanz begann, sollte sein Sohn die Seeherrschaft erlangen.

## Schlachtverlauf
Über den Schlachtverlauf sind sich die beiden zur Verfügung stehenden Quellen – ein anonymes Werk über das Leben Konstantins, die Origo Constantini, sowie der heidnische Historiker Zosimos – uneins. Die Origo berichtet, Crispus habe der Flotte des Abantus eine vernichtende Niederlage beigebracht und dessen Schiffe teilweise zerstört, teilweise in Besitz genommen. Er selbst konnte der Katastrophe nur knapp entkommen. Laut Zosimos führte Crispus eine Flotte von 80 Schiffen zum Hellespont, wo sich der gegnerische Kommandeur Abantus ihm mit 200 Schiffen entgegenstellte. Abantus versuchte aufgrund der größeren Flottenstärke, die Flotte des Crispus zu umzingeln. Allerdings waren in diesen Gewässern die großen Schiffe im Nachteil, da sie nicht so gut operieren konnten wie die Liburnen des Crispus. So war Crispus in der Lage, seine Schiffe besser einzusetzen. Eine Niederlage des Abantus wurde nur durch die hereinbrechende Nacht verhindert, in der sich beide Flotten in ihre Häfen zurückzogen. Am folgenden Tag wurde die Flotte des Abantus von einem Sturm vernichtet. Crispus konnte ungestört nach Byzantion vorrücken.

## Folgen
Durch diesen Sieg konnte Konstantin Byzantion einnehmen und nach Asien übersetzen, wo er mit seinen Vorbereitungen für die nächste Schlacht mit Licinius begann (Schlacht von Chrysopolis). Nach dieser Schlacht hatte Konstantin die Alleinherrschaft errungen. Licinius wurde in Thessaloniki interniert und später ermordet.